# 近畿百貨店協会
近畿百貨店協会（きんきひゃっかてんきょうかい）は、かつて存在した日本百貨店協会の地区協会。近畿地区の百貨店が加盟していた業界団体（任意団体）で、日本百貨店協会を上位団体としていた。
近畿地方の百貨店業の健全な発達を図り、もって消費者の利益に寄与することを目的としていた。

## 概要
かつて日本百貨店協会には、地区ブロックごとの「地区協会」と、戦前に六大都市と呼ばれた都市（東京、横浜、名古屋、京都、大阪、神戸）ごとに「都市百貨店協会」があった。しかし加盟店数の減少などから、運営の無駄を省くため時間をかけて統合が進められ、2010年（平成22年）に7地区協会を統合して地方分会とした。各地区協会事務所は閉鎖され、運営は日本百貨店協会本部に一元化されている。

### 範囲
近畿地方2府4県と、福井県の百貨店が加盟していた。
日本百貨店協会の加盟店を中心にして構成され、京都市・大阪市・神戸市に所在する百貨店は、それぞれの都市百貨店協会を別に構成していた。都市百貨店協会に加盟する店舗は「都市百貨店」、それ以外の加盟店舗は「地方百貨店」として位置づけられていた。

## 加盟百貨店
★は、別途都市百貨店協会にも加盟していた。

### 滋賀県
- 近鉄百貨店　草津店（草津市）
- そごう・西武　西武大津店（大津市）2020年5月閉店

### 京都府
- ★ジェイアール西日本伊勢丹　ジェイアール京都伊勢丹（京都市）
- ★大丸松坂屋百貨店　大丸京都店（京都市）
- 髙島屋
  - ★京都店（京都市）
  - ★洛西店（京都市）
- ★藤井大丸（京都市）

### 大阪府
- 近鉄百貨店
  - ★あべのハルカス近鉄本店（大阪市）
  - ★上本町店（大阪市）
  - 東大阪店（東大阪市）
- 京阪百貨店
  - 守口店（守口市）
  - ★モール京橋店（大阪市）
  - くずはモール店（枚方市）
  - ひらかた店（枚方市）
  - すみのどう店（大東市）
- 高島屋
  - ★大阪店（大阪市）
  - 堺店（堺市）
  - 泉北店（堺市）
- 大丸松坂屋百貨店
  - ★大丸心斎橋店（大阪市）
  - ★大丸梅田店（大阪市）
  - 松坂屋高槻店（高槻市）
- 阪急阪神百貨店
  - ★阪急うめだ本店（大阪市）
  - 千里阪急（豊中市）
  - ★阪神梅田本店（大阪市）
  - そごう・西武　西武高槻店→株式会社阪急阪神百貨店　高槻阪急（高槻市）

### 兵庫県
- 山陽百貨店（姫路市）
- ★そごう・西武　そごう西神店（神戸市）2020年8月末閉店
- 大丸松坂屋百貨店
  - 大丸芦屋店（芦屋市）
  - ★大丸神戸店（神戸市）
  - ★大丸須磨店（神戸市）
- 阪急阪神百貨店
  - 川西阪急（川西市）
  - 三田阪急（三田市）
  - 宝塚阪急（宝塚市）
  - 西宮阪急（西宮市）
  - あまがさき阪神（尼崎市）
  - 阪神・にしのみや（西宮市）
  - ★阪神・御影（神戸市）
  - 神戸阪急（神戸市、旧そごう・西武 そごう神戸店）
- 加古川ヤマトヤシキ（加古川市）

### 奈良県
- 近鉄百貨店
  - 生駒店（生駒市）
  - 橿原店（橿原市）
  - 奈良店（奈良市）

### 和歌山県
- 近鉄百貨店　和歌山店（和歌山市）

### 福井県
- そごう・西武　西武福井店（福井市、旧「だるまや西武」）

## 過去の加盟店
★は、別途都市百貨店協会にも加盟していた。

### 京都府
- 丸物 舞鶴支店（舞鶴市） - 1950年10月17日閉店。京都市を除く京都府下では唯一の加盟店で、日本デパートメントストア協会時代に撤退。
- 近鉄百貨店
  - ★西京都店（京都市）- 1995年2月28日閉店。京都ファミリーに入居しており、同ショッピングセンターの専門店街になった。
  - ★京都店（京都市）- 旧「丸物」「京都近鉄百貨店」の流れを汲む店舗で、現在の近鉄百貨店の法人の発祥の地にあったが、2007年2月28日閉店。現・京都ヨドバシ。
  - ★桃山店（京都市）- 2014年9月30日閉店。現・MOMOテラス。
- ★阪急阪神百貨店　四条河原町阪急（京都市）- 2010年8月22日閉店。現・京都マルイ。
- ★大丸松坂屋百貨店　大丸山科店（京都市）- 2019年3月31日閉店。現・無印良品京都山科。

### 大阪府
- 近鉄百貨店　枚方店（枚方市）- 2012年2月29日閉店。
- ★ジェイアール西日本伊勢丹　JR大阪三越伊勢丹（大阪市）- 2014年7月27日閉店。現・ルクア1100。
- そごう・西武
  - ★そごう心斎橋本店（大阪市、旧そごう）- 2009年8月31日閉店。現・大丸心斎橋店北館・心斎橋PARCO。
  - 西武八尾店（西武八尾ショッピングセンター）（八尾市）現・LINOAS
- 松坂屋
  - ★大阪店（大阪市）- 2004年5月5日閉店。現・京阪シティモール。
  - くずは店（枚方市）- 2004年3月31日閉店。現・京阪百貨店くずはモール店。
- 三越
  - ★大阪店（大阪市）- 2005年5月5日閉店。現・The Kitahama。
  - 枚方店（枚方市）- 2005年5月5日閉店。
- 阪急阪神百貨店　堺 北花田阪急（堺市）- 2017年7月31日閉店。現・イオンモール堺北花田専門店

### 兵庫県
- 加古川そごう（加古川市）- 2000年12月25日閉店。現・ヤマトヤシキ加古川店。
- 西武百貨店
  - ★神戸西武（神戸市）- 1994年12月25日閉店。
  - つかしん西武（尼崎市）- 2004年5月9日閉店。現・グンゼタウンセンター つかしん。
- ★大丸松坂屋百貨店　大丸新長田店（神戸市）- 2013年1月31日閉店。
- ★阪急百貨店　三宮阪急（神戸市）- 阪神・淡路大震災により1995年1月17日閉店。旧・阪急百貨店神戸支店（神戸阪急ビル）。現・EKIZO神戸三宮。
- ★阪急阪神百貨店　神戸阪急（神戸市）- ハーバーランド地区にあった、2012年3月11日閉店の店舗。現・Umie。
- ヤマトヤシキ　姫路店（姫路市）

### 奈良県
- 奈良そごう（奈良市）- 2000年12月25日閉店→イトーヨーカドー奈良店-2017年9月10日閉店→2018年4月〜現・ミ・ナーラ

### 和歌山県
- 大丸　和歌山店（和歌山市）- 1998年12月25日閉店。
- 高島屋　和歌山店（和歌山市）- 2014年8月31日閉店→デイリーカナート和歌山市駅 - 閉店→駅ビル全体建替
- 丸正（和歌山市）- 2001年2月26日閉店。現・フォルテワジマ。